# Jared McCann
Jared McCann (Stratford, Ontario, 31 de mayo de 1996), apodado Canner, es un jugador profesional canadiense de hockey sobre hielo que se desempeña en la posición de extremo izquierdo en Seattle Kraken, equipo de la National Hockey League (NHL).

## Carrera
Fue seleccionado en la primera ronda en la NHL Entry Draft de 2014. En 2015 hizo su debut profesional con el equipo Vancouver Canucks, en el cual jugó una temporada (2015-2016), después pasó a Florida Panthers (2016-2018), luego a Pittsburgh Penguins (2018-2021), posteriormente a Seattle Kraken, donde lleva jugando tres temporadas.